# Pietro I (patriarca di Aquileia)
Pietro I (VII secolo – VIII secolo) è stato un patriarca cattolico italiano, patriarca di Aquileia dal 698 al 700.
Al sinodo di Pavia del 698, convocato per volere del re Cuniperto, Pietro accetta di rientrare nell'ortodossia cattolica (nello spirito di Calcedonia) e  pone così fine allo scisma.
Il re convocò i vescovi tricapitolini e cattolici a Pavia nel palazzo regio.
Nel sinodo Ticinese i vescovi discussero ampiamente ed alla fine gli Aquileiesi presentarono un'interpretazione dei canoni del secondo concilio di Costantinopoli (fino ad allora non riconosciuti e che avevano dato luogo allo scisma dei tre capitoli) che si dichiaravano disposti ad accettare se anche i cattolici giuravano di sottoscrivere; e in questi termini chiesero la garanzia del re. Il compromesso (è significativo che il vescovo di Aquileia conservò il titolo di patriarca) fu accettato e insieme tricapitolini e cattolici entrarono nella chiesa di S.Michele, dove fu giurata la concordia. Su questa composizione fu però richiesta da Cuniberto l'approvazione papale e vennero inviate a Roma le legazioni di vescovi e giurisperiti delle due parti. Al sinodo di Roma fu presentata la carta dell'unione, che venne approvata dal papa Sergio, e lo scisma, circa nel 698-9, venne definitivamente chiuso. 
Riconobbe anche il patriarcato di Grado, che a partire da tale data fu ufficialmente separato dal patriarcato di Aquileia.